# Victorio Redondo Baldrich
Victorio Redondo Baldrich (Lérida, 8 de julio de 1960) es un diplomático español. Embajador de España en Francia (desde 2021).

## Carrera diplomática
Tras estudiar en los colegios leridanos de Clavé y Montserrat, se licenció en Derecho en la Universidad de Lérida e ingresó en la carrera diplomática (1991).
Entre sus primeros destinos, se encuentran los de miembro del gabinete del secretario general de Política Exterior, jefe de Área de Europa Central y Oriental (1991-1993) donde participó en las negociaciones sobre el conflicto de la Antigua Yugoslavia y para la formación de la administración europea de Mostar.
También fue consejero de Asuntos Políticos en la Embajada de España en Rusia (1998-2000); y consejero en la Representación Permanente de España en la Unión Europea en Bruselas y representante en las negociaciones de ampliación con diez nuevos Estados miembros (2000-2004).
De regreso a Madrid, fue asesor del expresidente del Gobierno José Luis Rodríguez Zapatero para asuntos europeos y de la Unión Europea (2004-2011) y asesor del secretario de Estado de la Unión Europea (2011-2013).
Nombrado Embajador representante permanente adjunto ante la Oficina de Naciones Unidas y Organismos Internacionales en Ginebra (2013-2018), fue posteriormente director general de Asuntos Exteriores y Seguridad Global en el gabinete del presidente del Gobierno (2018-2020).
Finalmente fue embajador de España en la Confederación Suiza (2020-2021), y embajador de España en Francia (2021).